# И (кана)
い в хирагане и イ в катакане — символы японской каны, используемые для записи ровно одной моры. В современном японском языке находится на втором месте в слоговой азбуке, после あ и перед う.

## Происхождение
い появился в результате упрощённого написания кандзи 以, а イ произошёл от кандзи 伊.

## Фонетика и транскрипция
い и イ соответствуют звуку /i/ в Международном фонетическом алфавите. В системе Поливанова соответствуют кириллическому «и», поэтому при транскрибировании японских слов на русский язык い и イ записываются как «и». В некоторых случаях произносится кратко и записывается как «й», например, はい (хай, да).
い, кроме непосредственного произношения и написания как «и» или «й», также может удлинять звучание предыдущего слога, оканчивающегося на «и», например, ちいさい (ти: сай, маленький). При транскрибировании японских слов на русский язык это оформляется либо с помощью макрона (ӣ), либо двоеточием (и:). Будучи помещённой после «э» она обозначает удлинение уже «э», как, например, в слове せんせい (сэнсэ:, учитель), однако в системе Поливанова такое сочетание чаще всего передаётся как «эй».

## Написание
|  |  |

Знак хираганы «い» записывается с помощью двух черт:
1. слева сверху вниз пишется изогнутая вертикальная черта, заканчивающаяся крючком внизу;
2. справа сверху вниз пишется вертикальная черта меньшей длины с легким изгибом влево.

Знак катаканы «イ» записывается с помощью двух черт:
1. сверху пишется изогнутая черта, идущая справа сверху вниз и налево;
2. вторая черта начинается в середине первой и идёт вниз.

## Коды символов вкодировках
- Юникод:
  - い: U+3044,
  - イ: U+30A4.